# Stereophyllum llanosii
Stereophyllum llanosii là một loài Rêu trong họ Stereophyllaceae. Loài này được (Duby) Thér. miêu tả khoa học đầu tiên năm 1934.